# Devaganahalli, Chintamani
Devaganahalli là một làng thuộc tehsil Chintamani, huyện Kolar, bang Karnataka, Ấn Độ.